# Ларрі Гоган
Лоуренс Джозеф «Ларрі» Гоґан (англ. Lawrence Joseph «Larry» Hogan; нар. 25 травня 1956, Вашингтон) — американський політик-республіканець, губернатор штату Меріленд з 21 січня 2015 до 18 січня 2023 року.
Син політика Лоуренса Гоґана. Навчався у DeMatha Catholic High School і Father Lopez Catholic High School, вивчав політологію у Флоридському державному університеті у Таллахассі. 1985 року він заснував свою власну компанію Hogan Companies. Працював секретарем із питань призначень в адміністрації Боба Ерліха з 2003 до 2007. На губернаторських виборах 2014, Гоґан переміг кандидата від Демократичної партії Ентоні Брауна (51% проти 47 % голосів). Його перемога супроводжувалася високим інтересом засобів масової інформації через те, що у більшості передвиборних опитувань він програвав своєму опоненту. У січні наступного року він склав присягу як новий губернатор Меріленду. Обіймав посаду до січня 2023 року.
Одружений, має трьох дітей.